# Benjamin Rush

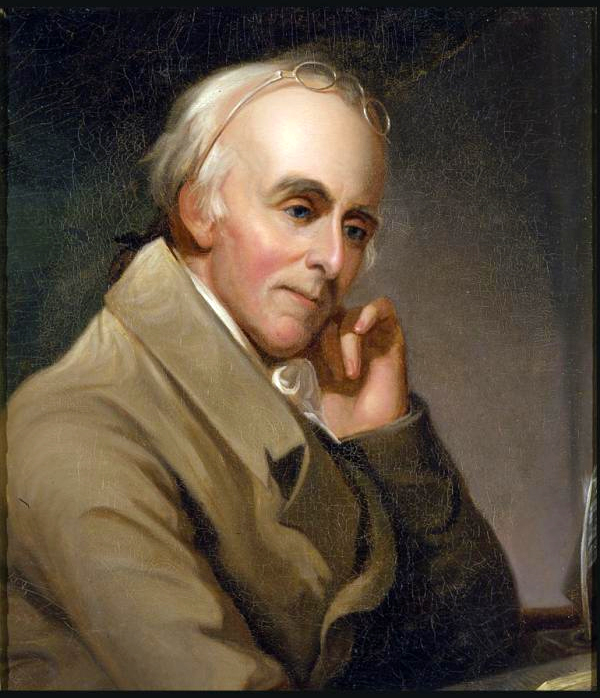
Benjamin Rush, gemalt von Charles Willson Peale, ca. 1818

Benjamin Rush (* 24. Dezember 1745jul. / 4. Januar 1746greg. in Byberry Township, Province of Pennsylvania, Kolonie des Königreichs Großbritannien, heute USA; † 19. April 1813 in Philadelphia, Pennsylvania, USA) war ein britisch-US-amerikanischer Arzt, Chemiker, Schriftsteller, Lehrer und Humanist. Er gründete das Dickinson College in Carlisle (Pennsylvania). Als einer der Unterzeichner der Unabhängigkeitserklärung der USA ist er einer der Gründerväter der USA. Neben seinem wichtigen Einfluss auf die frühe US-amerikanische Gesellschaft ist Rush berühmt als der Mann, der 1812 half, zwei der größten Geister der jungen Republik wieder miteinander zu versöhnen: Thomas Jefferson und John Adams. Benjamin Rush war ein früher Gegner von Sklaverei und Todesstrafe.

## Biografie
Rush wurde im Byberry Township, 14 Meilen vom Stadtzentrum von Philadelphia entfernt, geboren. Der Township wurde 1854 Philadelphia angegliedert und ist heute ein Stadtviertel (Neighbourhood). Sein Vater starb, als er sechs Jahre alt war. Rush verbrachte den größten Teil seiner Kindheit bei seinem Onkel mütterlicherseits, dem Pfarrer Samuel Finley. Er besuchte Samuel Finleys Akademie in Nottingham, die später die West Nottingham Academy wurde.
Rush erlangte den Abschluss als Bachelor am College von New Jersey (heute Princeton University) und danach einen medizinischen Abschluss an der Universität Edinburgh. Während seiner Zeit in Europa praktizierte er Medizin und lernte Französisch, Italienisch und Spanisch. Als er 1769 in die Dreizehn Kolonien zurückkehrte, eröffnete er in Philadelphia eine medizinische Praxis und wurde Professor der Chemie am College von Philadelphia.
Es wurde behauptet, dass Rush vor seiner Ehe mit Julia Stockton 1774 mit einer Sarah Eve, Tochter des Schießpulverherstellers und pro-britischen Loyalisten Oswell Eve Sr., verlobt gewesen sei, die jedoch während der Behandlung durch einen John Redman und der Konsultation von Rush, zwei Wochen bevor die Hochzeit zu Weihnachten stattfinden sollte, starb.
Am 25. Juli 1781 kauften Benjamin Rush und seine Gattin Julia eine Plantage in Oxford Township (heute ein Stadtviertel von Philadelphia); das wurde ihre Sommerresidenz, bis sie sie am 31. Dezember 1792 wieder verkauften. Fakten über das Sommerhaus waren lange umstritten, bis zur kürzlichen Entdeckung einer Anzeige, die den Besitz und das Bewohnen durch die Rushs bestätigt.
„...die Verbesserungen bestehen aus einem großen steinernen Landsitz, Küche, &c. passend für eine große Familie, zuvor die Sommerresidenz des verstorbenen Dr. Rush: ein steinernes Quellhaus, eine Pumpe mit exzellentem Wasser, Fachwerkstall und -scheune, ein guter Garten, zwei Obstgärten mit den wichtigsten Früchten; außerdem ein Pächterhaus, mit Garten und Obstwiese, &c. Auf der Farm befindet sich ein exzellentes Gebäude und ein Wetzsteinbruch, beide können mit großen Profit betrieben werden, bekannt unter dem Namen Harpers Steinbruch. Die Farm ist reichlich mit Wasser versorgt aus einigen Quellen und aus dem Frankford Creek, der eine der Grundstücksgrenzen bildet...“
Die folgende, zusätzliche Anzeige erschien in verschiedenen Zeitungen, die Oxford Siedlung Plantage anbietend, die als Rushs Landhausfarm und Sommerresidenz gedient hatte:
„Philadelphia, 22. März 1786.
Auf behördlichen Erlass venditioni exponas an mich, wird zur öffentlichen Versteigerung angeboten, unter der Voraussetzung am SAMSTAG den Ersten des nächsten April, um zwei Uhr Nachmittags, eine bestimmte Plantage, ein Gebiet oder ein Stück Land, befindlich, gelegen und zugehörig der Siedlung Oxford im County von Philadelphia, bestehend aus 189 Acres (5 Acres davon Wiese und 30 Waldgebiet) entfernt 6 Meilen von Philadelphia und dem Dorf Frankfort, an der Straße, die von Frankfort zur alten York Straße führt und umgeben von Grundstücken von Dr. Rush, Dr. Redman, Captain Eves, Frankfort Creek, &c. Auf der genannten Plantage ist ein großes zweigeschossiges Steinhaus, mit vier Räumen und pro Etage, eine steinerne Küche, ein steinernes Milchhaus, eine Fachwerk-Scheune, ein Fachwerk-Stall und ein guter Wetzsteinbruch, &c. Ausgeführt und verkauft als Eigentum von Daniel Havartde Travah, von JOSEH COWPERTHWAIT, sheriff“
Die Nähe der rushschen Sommerresidenz mag mit den Studien verbunden sein, die an den Harrowgate Mineralquellen durchgeführt wurden, die eine halbe Meile entfernt liegen.
Rush gab das erste amerikanische Lehrbuch über Chemie heraus, mehrere Bände über die Ausbildung von Medizinstudenten und schrieb einflussreiche patriotische Essays. Er war aktiv bei den Söhnen der Freiheit und wurde in die Provinzialkonferenz gewählt, um Delegierte für den Kontinentalkongress zu entsenden. Er konsultierte Thomas Paine bei der Niederschrift des höchst einflussreichen Pro-Unabhängigkeits-Pamphlets „Common Sense“. Er wurde berufen, Pennsylvania zu vertreten und unterzeichnete die Unabhängigkeitserklärung der Vereinigten Staaten.

Das fünfköpfige Komitee stellt dem Kontinentalkongress einen Entwurf der Unabhängigkeitserklärung der USA vor. Gemälde von John Trumbull, auf dem auch Benjamin Rush abgebildet ist.

1777 wurde Rush operierender Arzt der mittleren Abteilung der Kontinentalarmee. Konflikte mit dem medizinischen Dienst der Armee insbesondere mit William Shippen, Jr. führten zu Rushs Kündigung.
Als General George Washington im Amerikanischen Unabhängigkeitskrieg einige Niederlagen erlitt, trat Rush als Teil der Conway-Kabale für dessen Rücktritt ein, verlor dessen Vertrauen und führte zum Ende von Rushs Kriegsaktivitäten. Rush bereute später seine Tätigkeit gegen Washington. In einem Brief an John Adams von 1812 schrieb Rush „Er (Washington) war das hoch geschätzte Instrument, dessen Patriotismus und Name großartig zur Etablierung der Unabhängigkeit der Vereinigten Staaten beitrug.“
1783 wurde er in das Personal des Pennsylvania Hospital berufen, dem er bis zu seinem Tode zugehörig war. 1788 wurde er in die American Academy of Arts and Sciences gewählt. 1791 wurde er zum Mitglied der Deutschen Akademie der Naturforscher Leopoldina gewählt.
Rush wurde in den Kongress von Pennsylvania berufen, der die Bundesverfassung annahm. Von 1797 bis 1813 war er Schatzmeister der US-Münze.

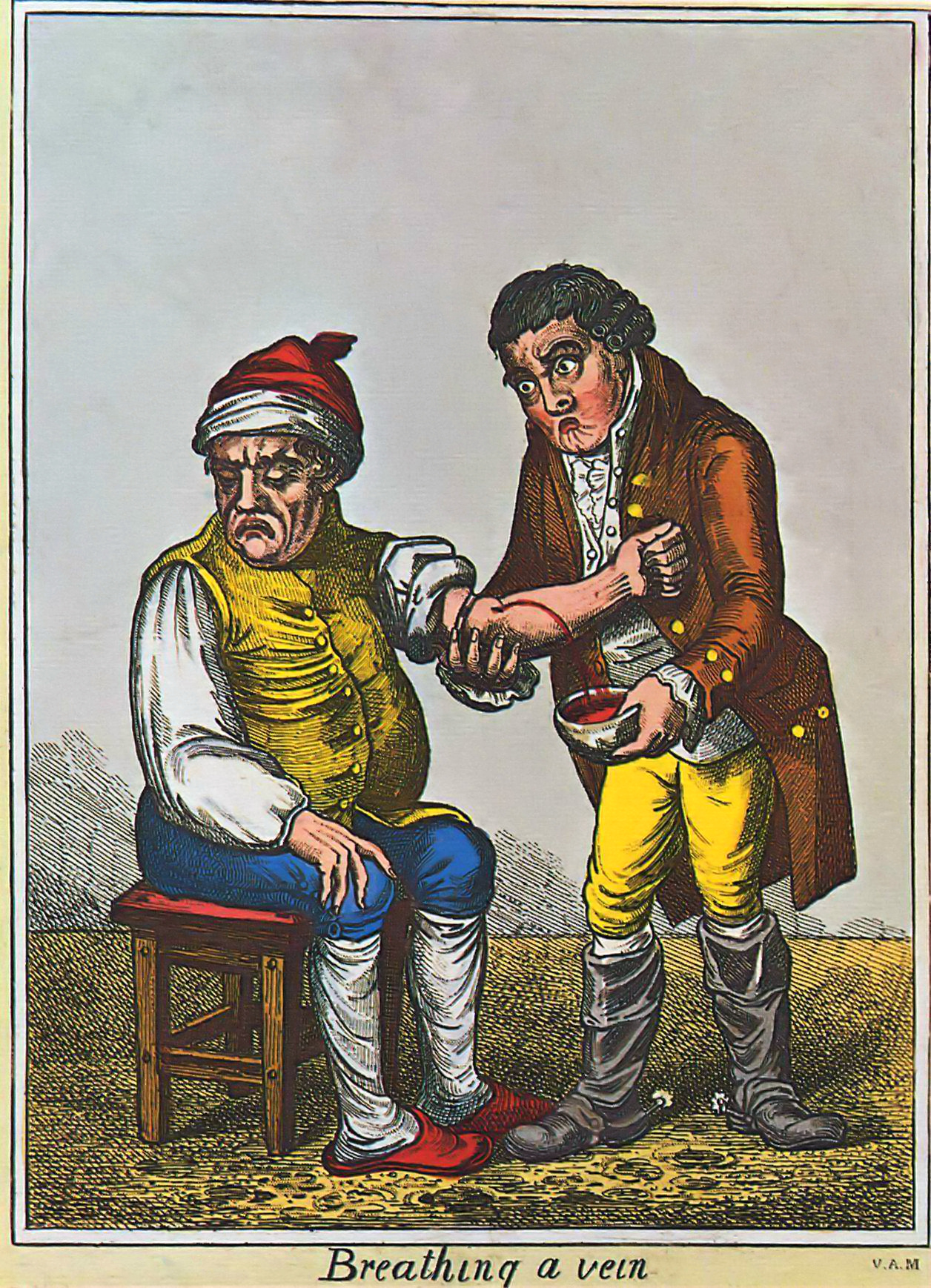
James Gillray: Der Aderlass (um 1805)

Rush wurde 1791 Professor für medizinische Theorie und klinische Praxis an der University of Pennsylvania. Er wurde ein sozialer Aktivist, Abolitionist (Gegner der Sklaverei) und war zum Zeitpunkt seines Todes der bekannteste Arzt in Amerika. Er war zudem Gründer des privaten liberal arts Colleges Dickinson College in Carlisle (Pennsylvania).
1809 wurde er zum korrespondierenden Mitglied der Bayerischen Akademie der Wissenschaften gewählt.
1812 fertigte sein Cousin William Rush eine Skulptur von Benjamin Rush an.

## Ehrungen
Der Rush-Gletscher auf der antarktischen Brabant-Insel trägt seinen Namen sowie Rush County in Indiana. Außerdem ist die Rush University in Chicago nach ihm benannt.

## Corps of discovery
1803 sandte Thomas Jefferson Meriwether Lewis nach Philadelphia, um die Lewis-und-Clark-Expedition unter der Aufsicht von Rush vorzubereiten, der Lewis über die Frontier-Krankheiten und die Durchführung des Aderlasses unterrichtete. Rush unterstützte das Corps mit einem medizinischen Päckchen, enthaltend:
- türkisches Opium gegen Nervosität
- ein Emetikum zur Herbeiführung von Erbrechen
- medizinischer Wein
- fünfzig Dutzend von „Dr. Rushs Gallen-Pillen“; Abführmittel, die mehr als 50 % Quecksilber enthielten und die das Corps „Donnerklapper“ nannte. Ihre fleischreiche Ernährung und der Mangel an sauberem Wasser während der Expedition gaben den Männern Anlass, sie häufig zu benutzen. Obwohl ihre Effizienz fragwürdig ist, lieferte ihr hoher Quecksilberanteil eine exzellente Spur, anhand derer Archäologen die tatsächliche Route der Expedition zum Pazifik verfolgen konnte.

## Kontroverse Theorien
Rush war ein Befürworter der gewaltanwendenden Psychotherapie. Nach dem Psychiatrie-Historiker Thomas Szasz war eine von Rushs bevorzugten Behandlungsmethoden, einen Patienten an ein Brett zu binden und es sehr schnell zu drehen, bis alles Blut in den Kopf gewandert war. Auch lieferte er seinen eigenen Sohn für 27 Jahre in eines seiner Hospitäler ein, bis er starb. Zudem war er ein Befürworter des Aderlasses.

Rush glaubte, schwarz zu sein sei eine erbliche Krankheit, die er als „Negroidismus“ bezeichnete. In einer Schrift an die Amerikanische Philosophische Gesellschaft sagte Rush, dass der einzige Beweis einer „Heilung“ sei, wenn die Haut sich weiß färbe. Rush zog die Schlussfolgerung, dass 
„Weiße nicht die Schwarzen tyrannisieren sollten, ihrer Krankheit wegen sollten sie eine doppelte Portion Humanität erhalten. Trotzdem sollten sich Weiße nicht mit ihnen vermählen, weil sich sonst die Nachkommenschaft mit der Krankheit infiziert würde … es müssen Versuche unternommen werden, diese Krankheit zu heilen.“

## Beiträge zur Medizin

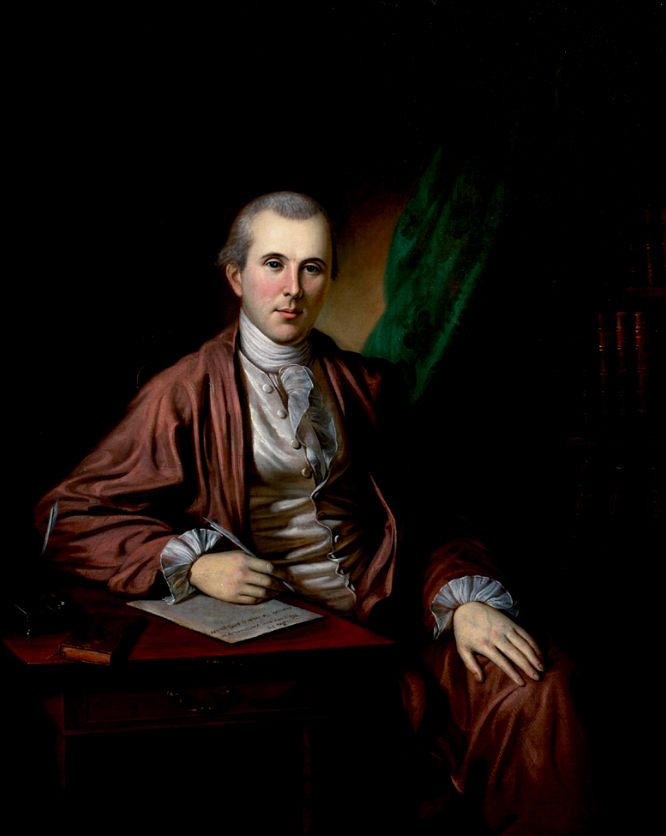
Benjamin Rush. Gemälde von Charles Willson Peale, 1783.

Im Bereich der Medizin beschäftigte sich Rush überwiegend mit den Geisteskrankheiten. Er wird als der „Vater der amerikanischen Psychiatrie“ angesehen. Er brachte das erste Lehrbuch zum Thema in den Vereinigten Staaten heraus: „Medizinische Untersuchungen und Beobachtungen zu den Krankheiten des Geistes“ (1812).
Rush war zudem ein Befürworter von Irrenanstalten, in dem Glauben, dass die richtige Behandlung Geisteskrankheiten heilen könnte. Eine Anstalt wurde sogar auf dem Gelände seines Geburtsortes errichtet – siehe Philadelphia State Hospital. Das Emblem der American Psychiatric Association zeigt sein Porträt. Benjamin Rush führte den Begriff der Sucht ein.
Bis zu seinem Wirken wurde chronische Trunkenheit als lässliche Sünde angesehen, die man mit gutem Willen einfach unterlassen könne. Rush sagte, dass Alkoholiker die Kontrolle über sich selbst verlören und identifizierte die Eigenschaften von Alkohol, nicht den Willen des Alkoholikers als den ursächlichen Faktor. Er entwickelte das Konzept der Sucht als Krankheitsform und entwickelte letztendlich die Vorstellung, dass Abstinenz die einzige Heilung für diese Sucht sei.
Rush wird gelegentlich als Vater des therapeutischen Gartenbaues angesehen, insbesondere in Zusammenhang mit dessen Institutionalisierung. In seinem Buch „Medizinische Untersuchungen zu Geisteskrankheiten“, erschienen 1812, schrieb Rush:
„Es wurde bemerkt, das Manische männlichen Geschlechts in allen Hospitälern, die beim Äste schneiden, Feuer machen und Pflanzen in einem Garten halfen und Frauen, die mit Waschen, Bügeln und Bodenreinigen beschäftigt wurden, sich oft erholen, während Personen, deren Krankheitsgrad sie von diesen Diensten befreite, ihr Leben dahinsiechend zwischen den Mauern des Hospitals verbrachten.“
Neben seinen Beiträgen zur Psychiatrie schrieb Benjamin Rush einen beschreibenden Bericht über die Gelbfieber-Epidemie, die Philadelphia 1793 traf (während er bis zu 120 Patienten am Tage behandelte). Und er schrieb 1789 eine Fallstudie über Dengue-Fieber über einen Fall von 1780, die als die erste ihrer Art angesehen wird.
Rush lebte im „Zeitalter der Heroischen Medizin“ (1780–1850) und gilt als einer ihrer stärksten Befürworter.
Im Jahr 1801 hatte Rush den Zusammenhang von Zahnerkrankungen mit anderen Krankheitsherden (im Sinne der späteren Lehre von der Fokalinfektion) erkannt.
Während seiner Karriere unterrichtete er über 3000 Medizinstudenten und einige von ihnen gründeten nach seinem Tode zu seinen Ehren das Rush Medical College in Chicago. Einer seiner letzten Schüler war Samuel A. Cartwright, später ein Chirurg in den Konföderierten Staaten von Amerika, der mit der Verbesserung der sanitären Bedingungen in den Lagern um Vicksburg (Mississippi) und Port Hudson (Louisiana) beauftragt war.

## Religiöse Ansichten und Visionen
Rush wird allgemein als Presbyterianer angesehen und war ein Gründer der Philadelphiaer Bibelgesellschaft. Er war ein Unterstützer der Christianisierung des öffentlichen Lebens und insbesondere der Ausbildung. Entsprechend befürwortete er die Bibel als Lehrbuch in öffentlichen Schulen.
Rush stand im Kontakt mit dem bekannten christlich-protestantischen Universalisten Elhanan Winchester. Das folgende Zitat über Ausbildung dokumentiert eine allgemein universalistische Position von Rush:
„Solcherart ist meine Ehrfurcht vor jeder Religion, die die Attribute des Deismus offenbart oder ein zukünftiges Eintreten von Belohnung und Strafe, dass ich lieber die Vorstellungen von Konfuzius und Mahomed unsere Jugend beeinflussen sehe, als sie in einem gänzlich von religiösen Prinzipien freien System aufwachsen zu sehen. Aber die Religion, die ich an dieser Stelle empfehlen will, ist die des Neuen Testaments.“